# Włodzimierz Perzyński

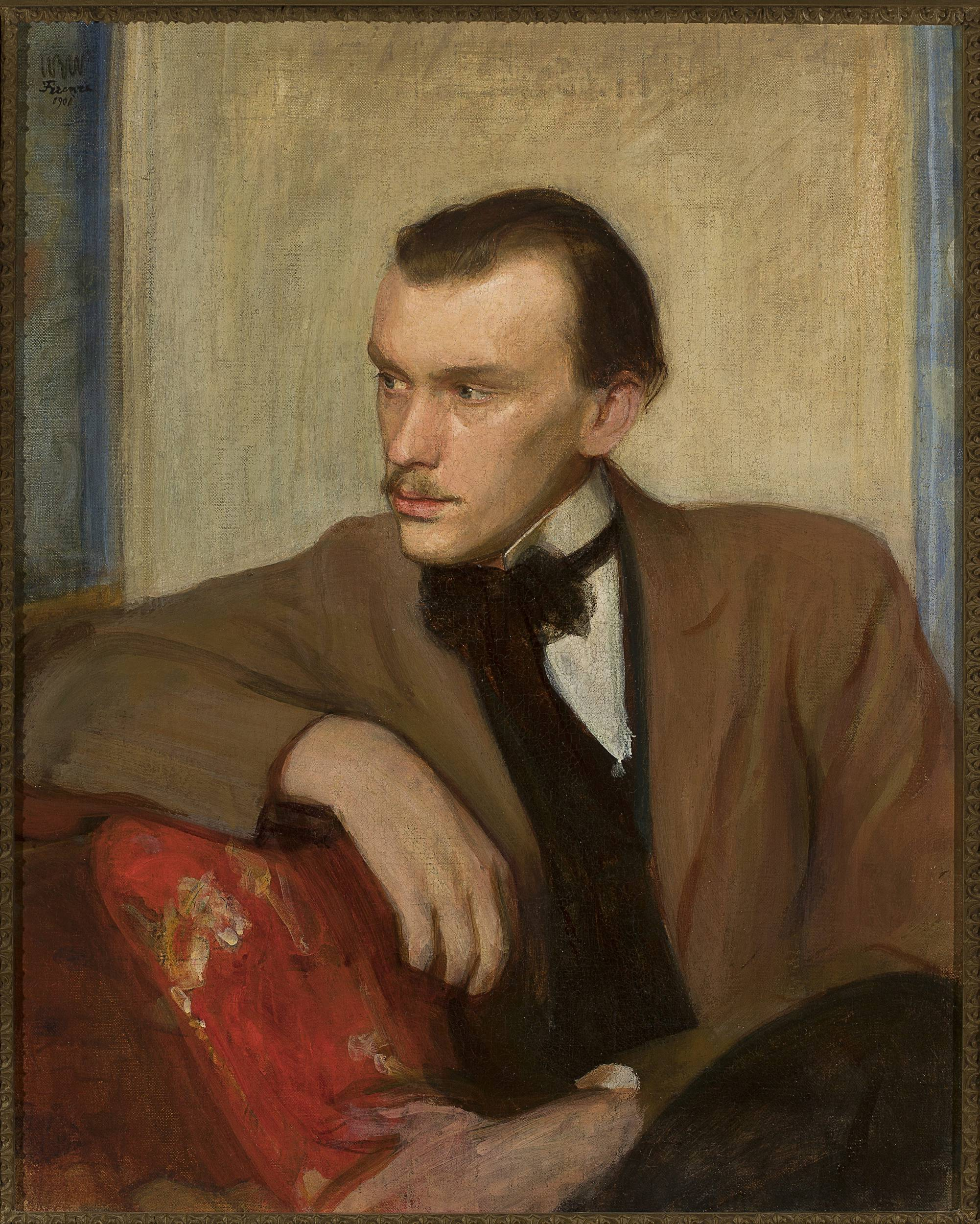
Portret Włodzimierza Perzyńskiego pędzla Wojciecha Weissa (1901)

Włodzimierz Perzyński (ur. 6 lipca 1877 w Opocznie, zm. 21 października 1930 w Warszawie) – polski dramatopisarz, poeta, powieściopisarz i nowelista okresu Młodej Polski.

## Życiorys
Perzyński był synem dziennikarza i wydawcy, Henryka Perzyńskiego oraz Leokadii z domu Bogatek. Uczęszczał do gimnazjum w Warszawie, a następnie uczył się w Petersburgu. Dzięki pobytowi w Rosji poznał rosyjską literaturę i idee artystyczne (m.in. Konstantego Stanisławskiego czy Władimira Niemirowicza-Danczenki). Po powrocie do Warszawy w 1896 rozpoczął pracę w „Dzienniku dla Wszystkich i Anonsowym”, którego redaktorem był jego ojciec. Rok później (1897) podjął studia polonistyczne na Uniwersytecie Jagiellońskim. Nawiązał wtedy liczne przyjaźnie z artystami, m.in. Adamem Grzymałą, Władysławem Orkanem, Adolfem Nowaczyńskim, Antonim Procajłowiczem. Do grona jego znajomych należał także późniejszy dyplomata Alfred Wysocki. Studiów nigdy nie ukończył. 
W 1899 ze względów zdrowotnych udał się w podróż do Włoch, Francji i Egiptu. Podczas podróży studiował języki. Poeta biegle posługiwał się językiem francuskim i rosyjskim, umiał czytać i pisać po włosku, rozumiał angielski i niemiecki. Do Krakowa wrócił w 1901. Podjął wtedy pracę felietonisty i publicysty w „Głosie Narodu”, w którym pracował aż do 1904. Już wtedy zyskał uznanie, czerpiąc inspirację z francuskich felietonów. Związał się z ówczesnym środowiskiem artystycznym miasta; do jego przyjaciół należeli: Stanisław Przybyszewski, Tadeusz Boy-Żeleński, Teofil Trzciński i Jan August Kisielewski. 
Debiutował już w 1898 publikując wiersze w tygodniku "Życie". W 1901 (z datą 1902) wydał tomik "Poezje". Było to jego jedyne wydane dzieło poetyckie. Powodem porzucenia twórczości lirycznej była prawdopodobnie niespełniona miłość. To doświadczenie odmieniło jego duszę, skłaniając Perzyńskiego do porzucenia liryki na rzecz satyry. Od 1905 pracował w „Tygodniku Ilustrowanym”. W 1906 ożenił się z Janiną Kietlińską. Prawdopodobnie małżeństwo nie doczekało się nigdy potomstwa. W 1907 wyjechał na kilka lat za granicę – do Paryża, a następnie z powodów zdrowotnych do Szwajcarii i Włoch. Podczas pobytu za granicą regularnie przesyłał drobne teksty literackie do polskich gazet. W 1913 ponownie zamieszkał w Warszawie  i wznowił współpracę z „Tygodnikiem Ilustrowanym”, działał jako członek kolegium redakcyjnego dziennika „Rzeczpospolita”. Współpracował z teatrami, m.in. Teatrem Polskim, Teatrem Komedia, był też kierownikiem literackim zespołu teatrów stołecznych. Współpracował z Arnoldem Szyfmanem oraz działał w Związku Autorów Dramatycznych gdzie pełnił funkcje wiceprezesa. Należał do Towarzystwa Literatów i Dziennikarzy Polskich. Od 1919 był także sekretarzem Związku Pisarzy Orła Białego. Podczas wojny polsko-bolszewickiej współpracował w kierowanym przez ppłk. Mariana Dienstla-Dąbrowę Wydziale Propagandy Armii Ochotniczej.
Pod koniec życia stopniowo tracił słuch, wskutek czego stawał się coraz bardziej samotny. Zmarł na dyfteryt w 1930. Spoczywa na cmentarzu Powązkowskim w Warszawie (kw. 205–III–3).

## Twórczość
Jego debiut teatralny spowodowany był kłopotami finansowymi. Artysta za namową Stanisława Ostrowskiego napisał swoją pierwszą komedię pt. Lekkomyślna siostra, która została przyjęta przez Tadeusza Pawlikowskiego, dyrektora lwowskiego teatru miejskiego. Pierwszy raz wystawiono ją 12 listopada 1904, zagrali m.in. Konstancja Bednarzewska, Irena Solska, Ferdynand Feldman i Karol Adwentowicz. Sztuka odniosła sukces. Kolejne utwory teatralne Perzyńskiego to Aszantka (1906), Majowe słońce (1906), Szczęście Frania (1909), Idealiści (1909), Dzieje Józefa (1913), Strach na wróble (1916), Polityka (1920), Uśmiech losu (1927), Lekarze miłości (1928), Dziękuję za służbę (1929). Jako powieściopisarz i nowelista zadebiutował podczas pobytu za granicą w latach 1907–1913. Napisał m.in. Pamiętnik wisielca, Wiosnę (1911), Łut szczęścia (1913), Złoty interes (1914), Raz w życiu (1925). Zajmował się również działalnością translatorską, tłumaczył m.in. Chiarellego, Sardou, de Flersa, de Croisseta, Bourdeta i Acharda.

## Tematyka utworów
Dramaty Perzyńskiego piętnowały i ośmieszały zakłamaną podwójną moralność mieszczańską, dlatego Perzyński bywa niekiedy porównywany z Gabrielą Zapolską. Najsłynniejszym dramatem tego autora jest Lekkomyślna siostra, w której pokazuje w jaki sposób nadzieja na osiągnięcie korzyści materialnej sprawia, że bohaterowie wypierają się własnych, oficjalnie głoszonych zasad. Tytułowa „lekkomyślna siostra” jest na przemian potępiana przez wszystkich za niemoralne życie, albo też przez wszystkich wielbiona – w zależności od tego, jakie korzyści można za jej przyczyną osiągnąć (wizja bogatego spadku). Wszystko to doprowadza do zabawnych sytuacji. Lekkomyślna siostra to utwór wciąż aktualny, mimo upływu czasu zapewniający rozrywkę i umożliwiający refleksję nad ludzką podwójną moralnością. Wciąż jest często wystawiany na wielu scenach.
Kolejna komedią Perzyńskiego jest trzyaktówka Aszantka, której akcja rozgrywa się w Warszawie. W krzywym zwierciadle zestawiony jest los złotego młodzieńca z dobrego domu ziemiańskiego, lekkomyślnego panicza, który w końcowej części utworu zniża się do poziomu stręczyciela, sutenera, utrzymanka i moralnego bankruta z drugą protagonistką, którą jest prosta i prymitywna dziewczyna wspinająca się ku szczytom swoiście pojmowanej „kariery”, aby ostatecznie przeobrazić się w wyrafinowaną kokotę. Katastrofa kochanka i wątpliwy awans partnerki są efektem dwu bezwzględnych, drapieżnych egoizmów i całkowitego zaniku wrażliwości moralnej.
Szczęście Frania to komedia opowiadająca o naiwności poczciwego bohatera, którego nikt nie traktuje poważnie, aż do chwili gdy udaje mu się zapobiec rodzinnemu skandalowi. Dzięki temu tytułowy bohater poślubia kobietę do niedawna dla niego nieosiągalną. „Szczęście Frania” zostało wystawione w 1909 ze Stefanem Jaraczem w roli głównej.

## Opinie o twórcy
Utwory Perzyńskiego, ośmieszając ówczesne społeczeństwo, budziły kontrowersje. Uznawane były za literaturę rozrywkową, niejednokrotnie stawały się celem kpin w artykułach satyrycznych „Cyrulika Warszawskiego”. Spotykały się jednak również z pozytywnym odbiorem – przekładano je na inne języki, a samego autora porównywano z Ablem Hermantem, de Flersem i Lavedanem.

## Adaptacje filmowe
- 1913 – ekranizacja Aszantki w reżyserii Kazimierza Kamińskiego z Marią Dulębą w roli tytułowej.
- 1927 – ekranizacja Uśmiechu losu w reżyserii Ryszarda Ordyńskiego z Jadwigą Smosarską, Kazimierzem Junoszą-Stępowskim i Józefem Węgrzynem.

## Dzieła
| Komedie - Lekkomyślna siostra (1904) - Majowe słońce (1907) - Aszantka (1906) - Szczęście Frania (1909) - Dzieje Józefa (1913) - Strach na wróble (1916) - Polityka (1919) - Uśmiech losu (1926) - Lekarz miłości (1928) - Dziękuję za służbę (1928) - Rozum i głupstwo (1929) Zbiory nowel i opowiadań - To, co nie przemija (1906) - Pamiętnik wisielca (1907) - Nowele (1909) - Miłość, sztuka i pieniądze (1911) - Pani Czajkowska (1912) - Młodzieniec o krótkim nazwisku (1914) - Nocna zabawa (1914) - Opowieści niezwykłe (1917, dla dzieci) - Bomba. 12 humoresek (1919) - Cudowne dziecko (1921) - Znamię (1927) | Powieści - Sławny człowiek (1907) - Michalik z PPS (1910) - Wiosna (1911) - Łut szczęścia (1913) - Złoty interes (1915) - Na stanowisku (1916) - Wróg wojny (1916) - Uczniaki (1918) - Tryumfator (1919) - Uczniaki (1919) - Panna ze snu (1927) - Raz w życiu (1925) - Nie było nas, był las (1926) - Dwoje ludzi (1928) - Mechanizm życia (1929) - Klejnoty (1930) | Zbiory felietonów - Do góry nogami (1914) - Idylle wojenne i pokojowe troski (1915) - Świat po wojnie (1917) - Wielka Warszawa (1917) - Kłopoty ministrów (1921) - Z legend współczesnej Polski (1922) - Pralnia sumienia (1930) |

## Upamiętnienie
Od 24 listopada 1961 ulica w Warszawie, na terenie obecnej dzielnicy Bielany, nosi nazwę ulicy Włodzimierza Perzyńskiego.

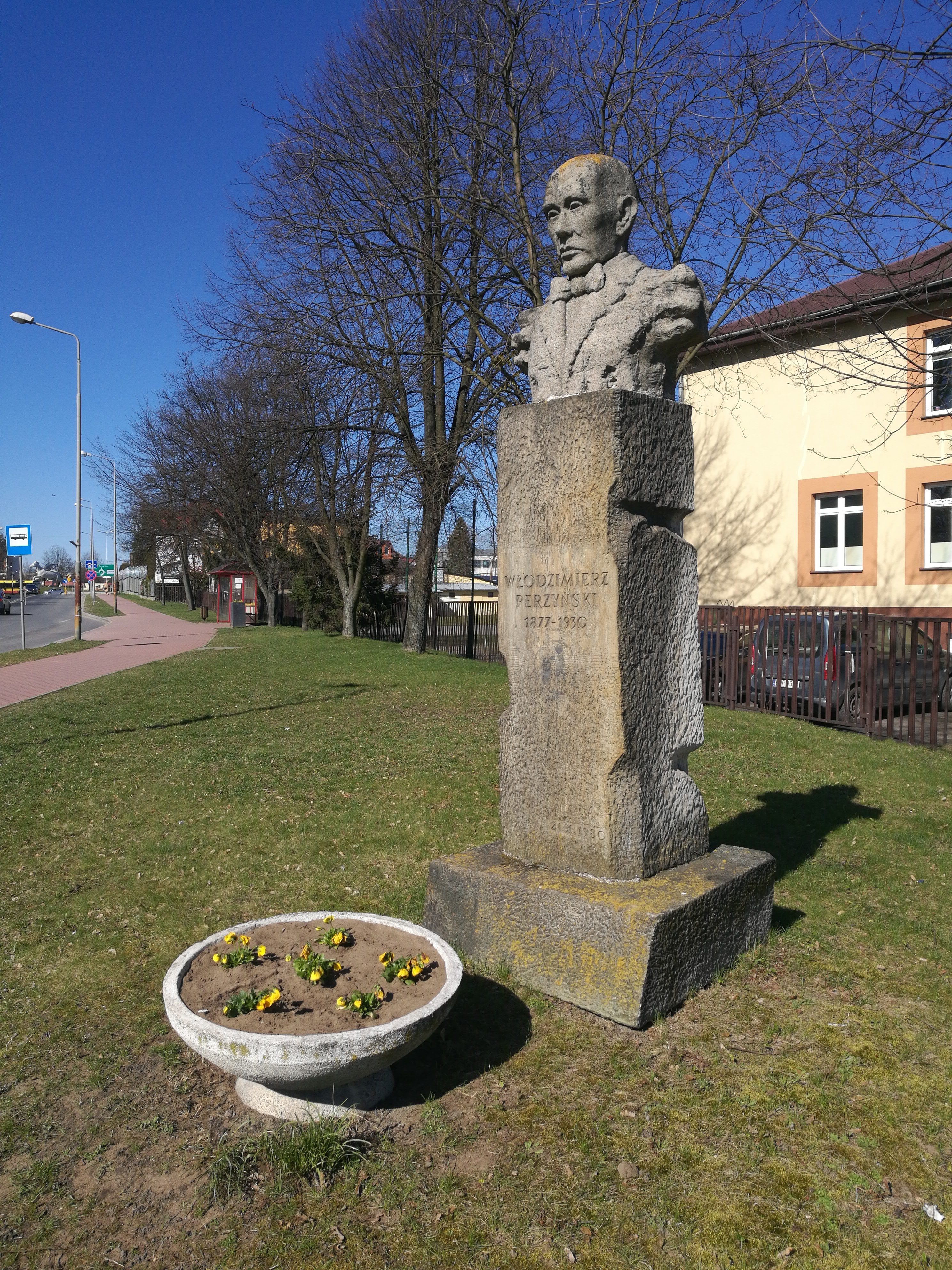
Pomnik Włodzimierza Perzyńskiego w Opocznie

19 października 1980 roku, w 50. rocznicę śmierci pisarza, w Opocznie odsłonięto pomnik Włodzimierza Perzyńskiego. Nastąpiło to razem z nadaniem jego imienia ulicy, przy której znajduje się monument.

## Galeria

### Pogrzeb

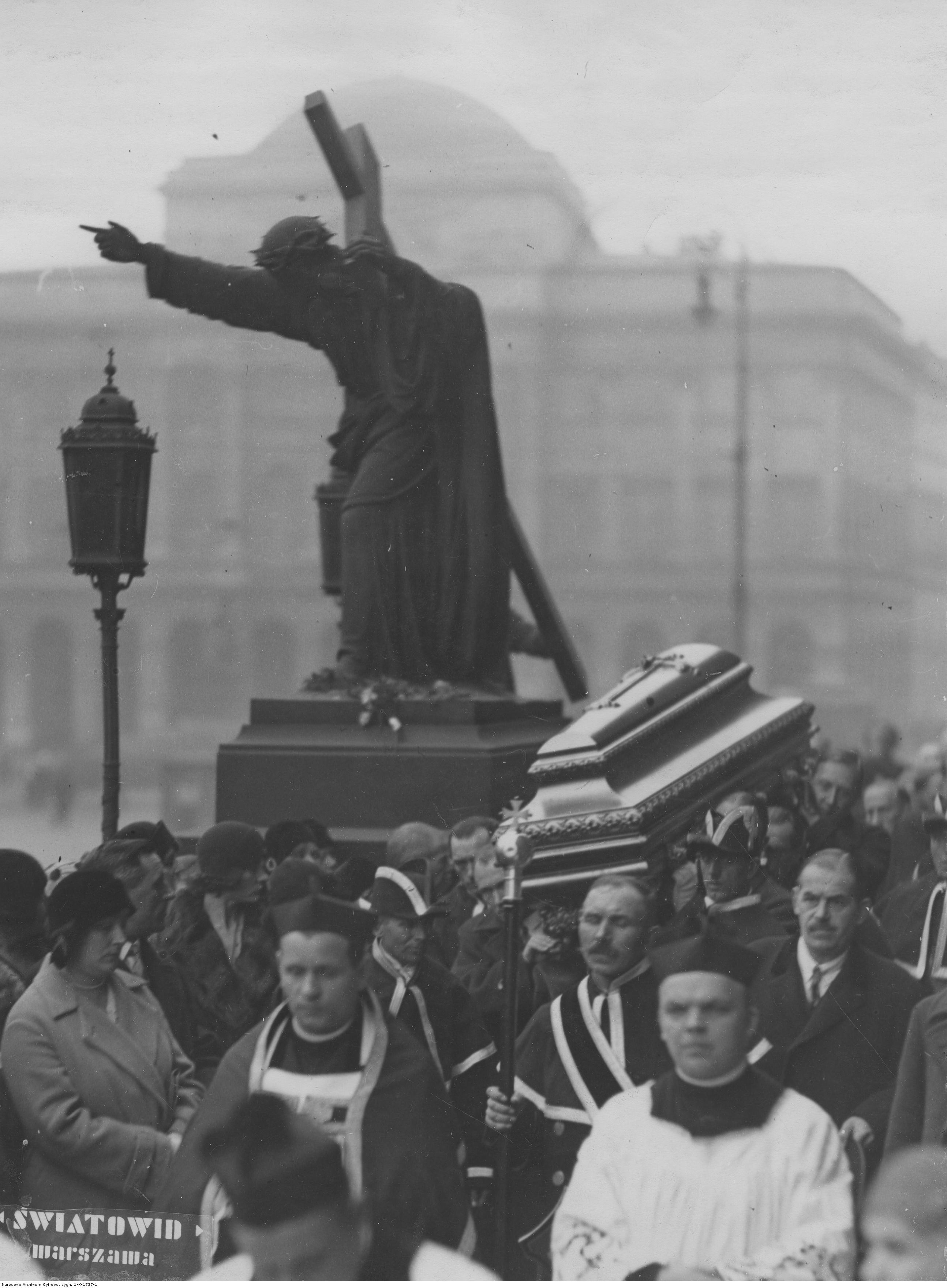
Kondukt pogrzebowy przed kościołem św. Krzyża w Warszawie.
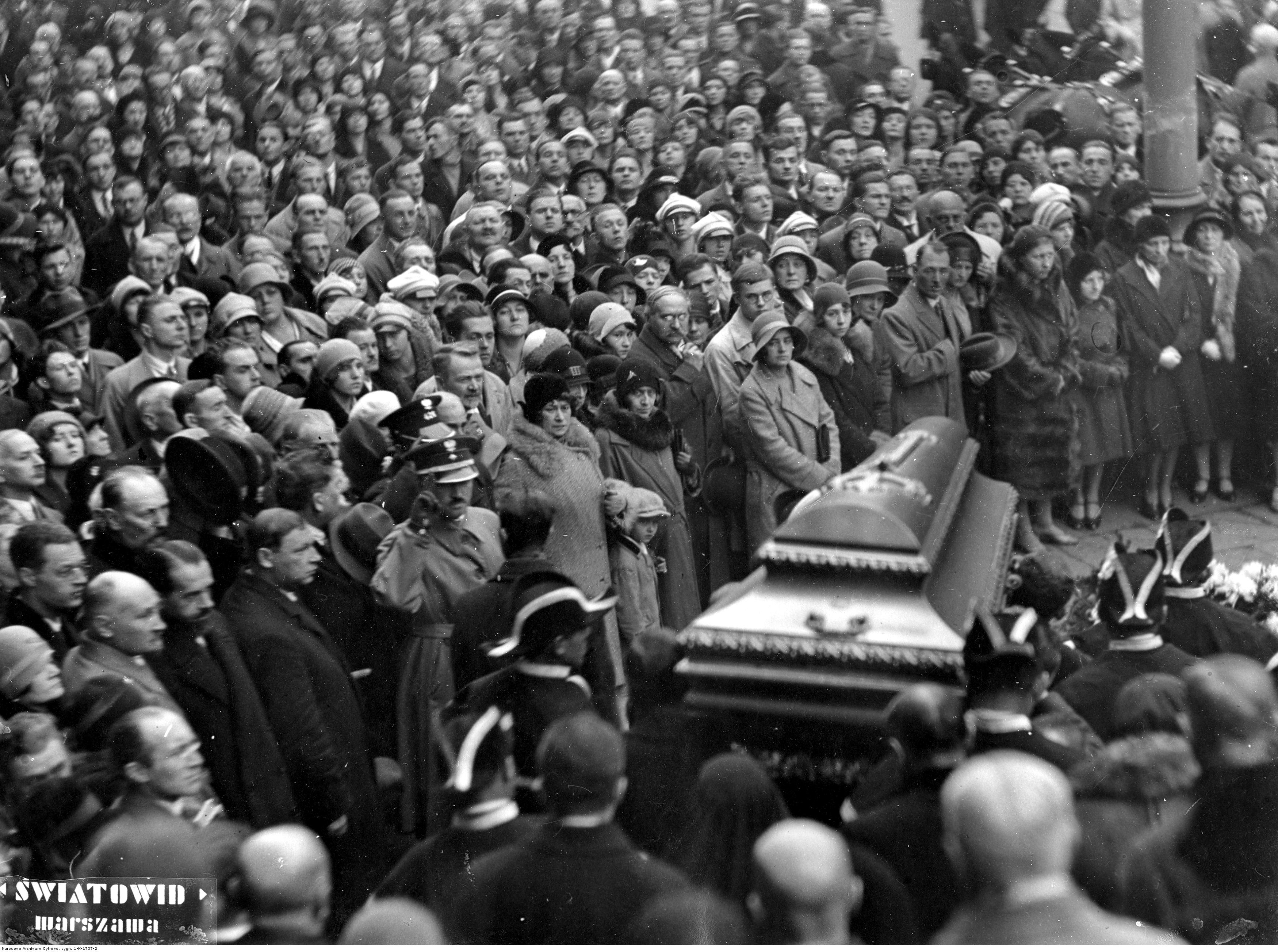
Kondukt pogrzebowy przed kościołem św. Krzyża w Warszawie.
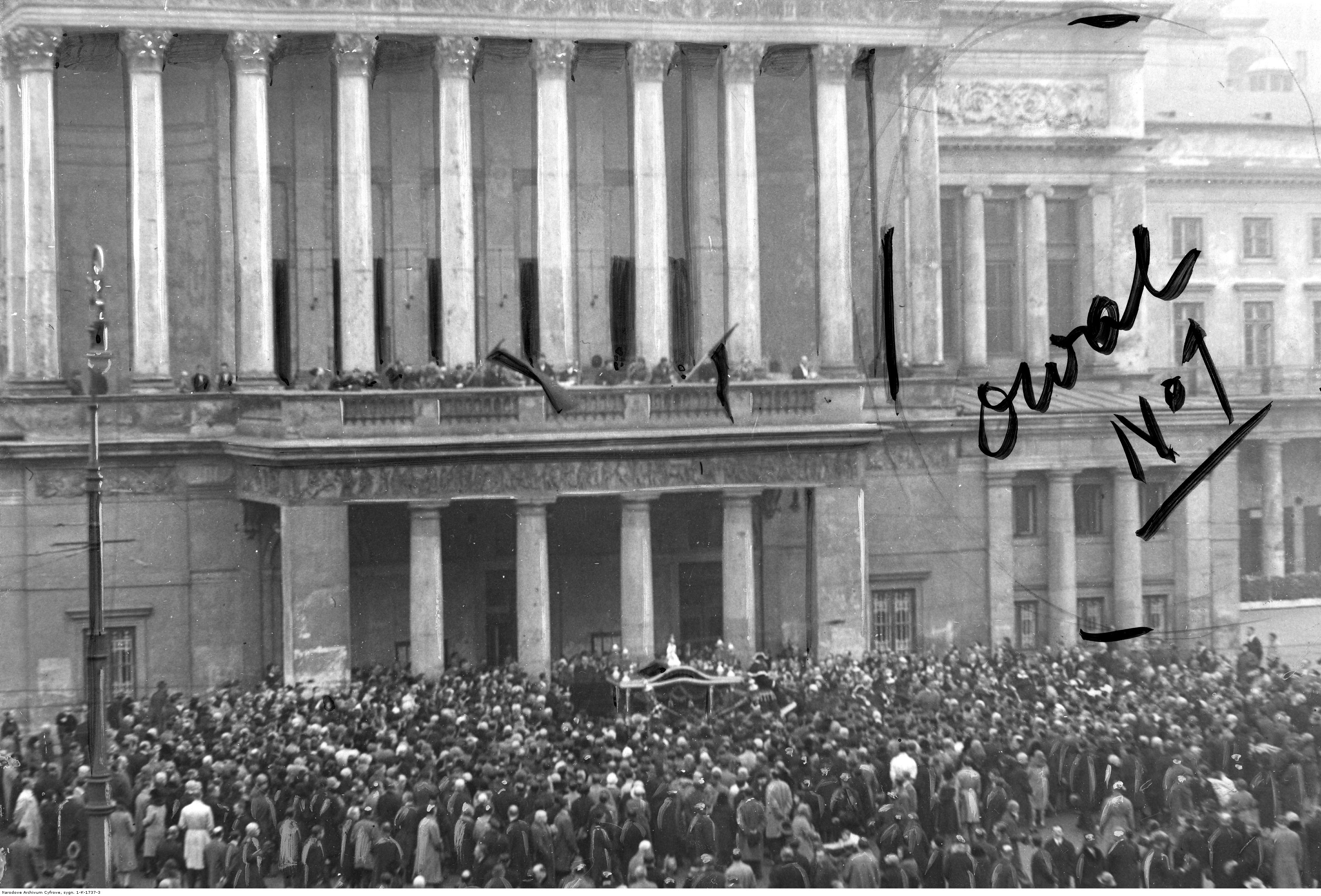
Kondukt pogrzebowy przed Teatrem Wielkim w Warszawie.
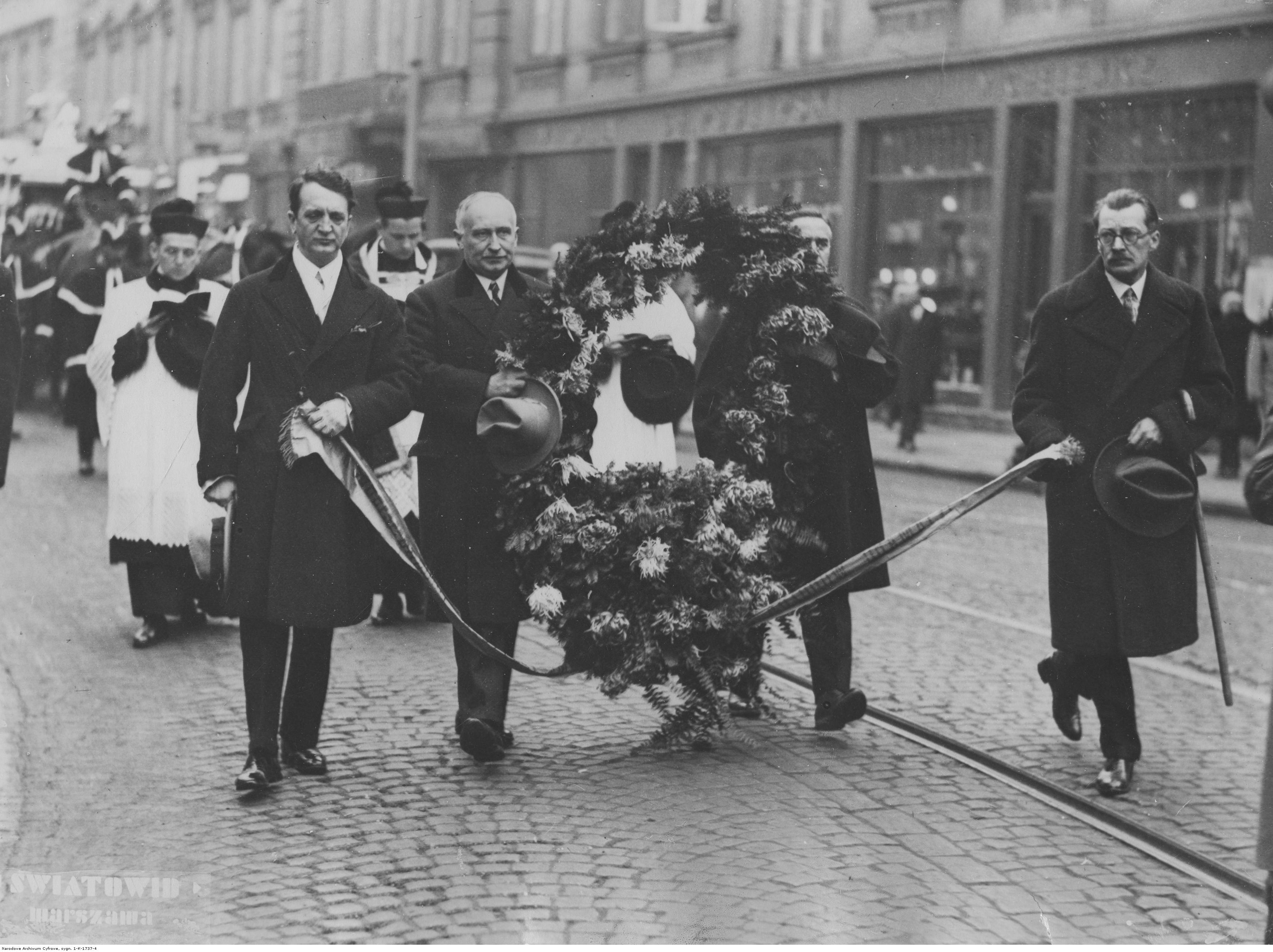
Kondukt pogrzebowy na ulicach Warszawy, wieniec niosą przyjaciele zmarłego: Ludwik Hieronim Morstin (pierwszy z prawej), Zygmunt Kawecki (pierwszy z lewej).
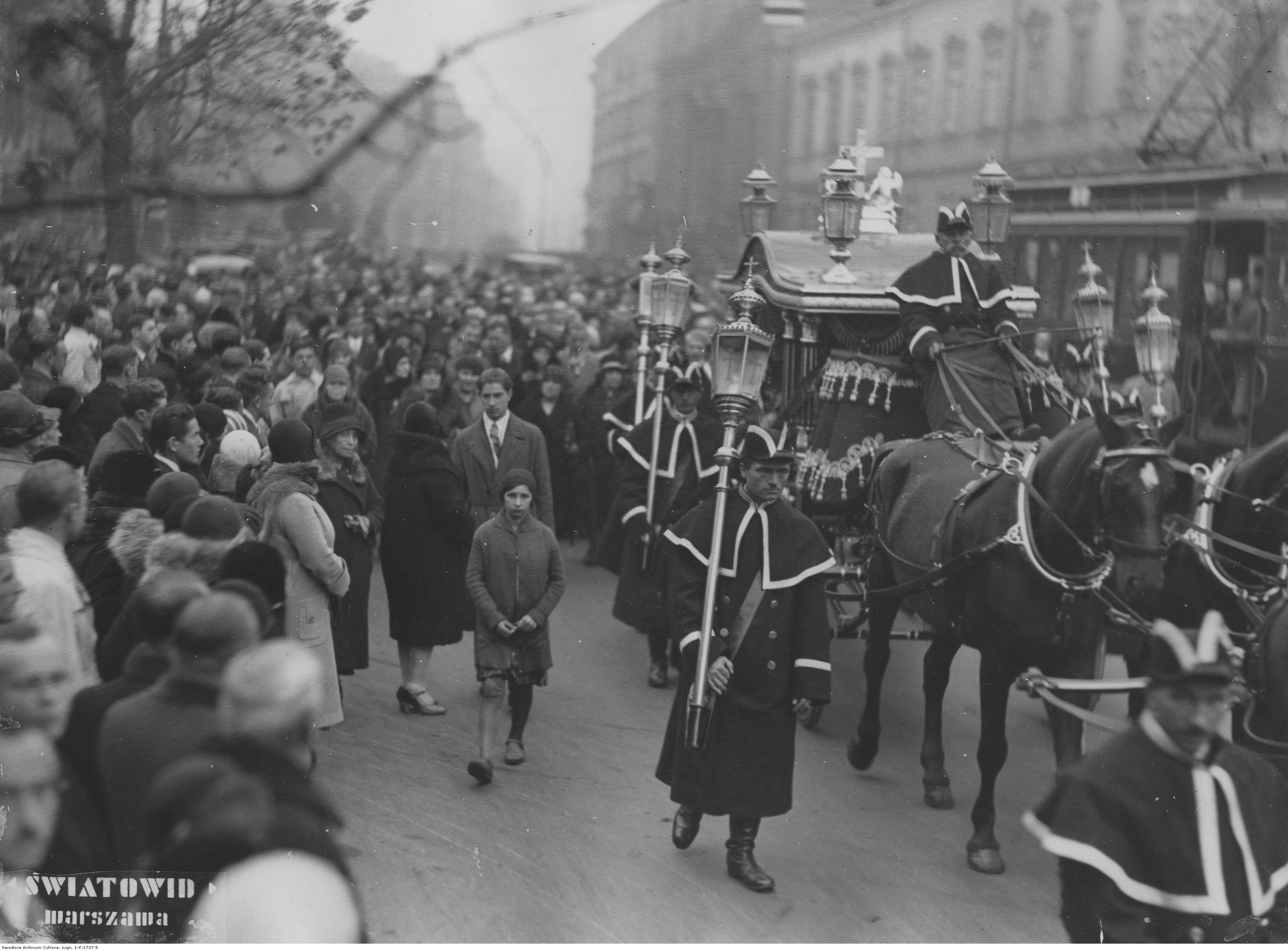
Kondukt pogrzebowy w drodze na cmentarz.
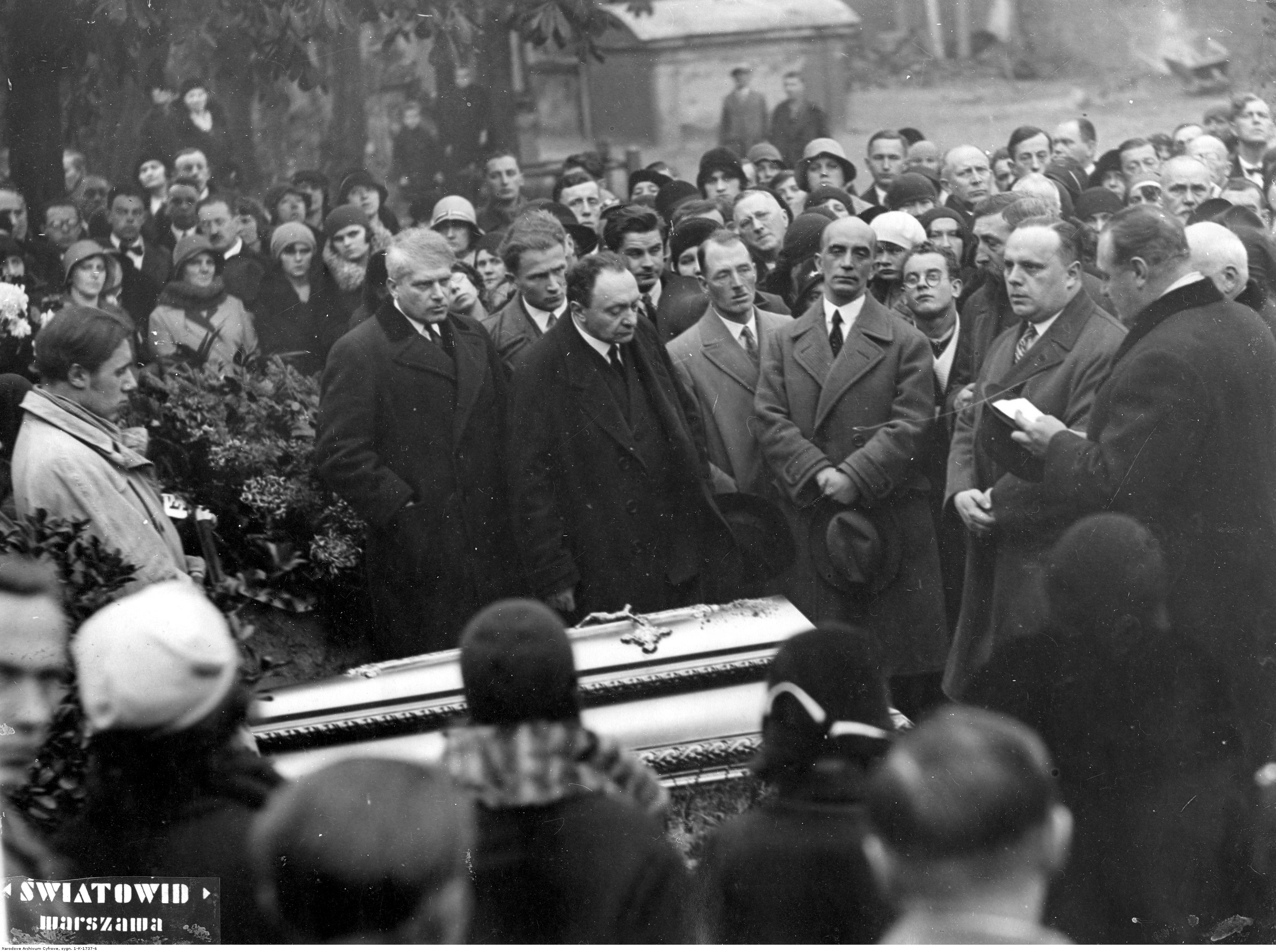
Przemówienie nad trumną na cmentarzu powązkowskim wygłasza artysta operowy Marian Palewicz-Golejewski, widoczni m.in: Adolf Hertz, Konrad Olechowicz.